# Arizona zászlaja
A kék és az arany Arizona színei. Arizona rézcsillaga kék mezőből emelkedik ki a lemenő nap fényében; Arizona legfontosabb iparága a bányászat, amelynek első számú terméke itt a réz.
A vörös és a sárga Spanyolország színei – arra emlékeztetnek, hogy az Arizonába érkező legelső fehér emberek a spanyol konkvisztádorok voltak (Francisco Vásquez de Coronado vezetésével).